# ناقة صالحة
ناقة صالحة هي خامس أعمال الروائي الكويتي سعود السنعوسي حيثُ صدرت في أيلول/سبتمبر 2019 عن الدار العربية للعلوم ناشرون بالشراكةِ معَ منشورات ضفاف في مدينة بيروت بينما طُبعت في مصر عن مكتبة تنمية وطُبعت في العراق عن دار الكتب العلمية.

## القصة
تتخذ الرواية من بادية الكويت مكانًا جغرافياً في مطلع القرن العشرين، قبل قيام الدولة وتزامنًا مع معركة الصريف إذ ترفض القبيلة زواج «صالحة بنت أبوها» بابنِ خالها دخيل بن أسمر، وتُجبرها على الزواج من ابن عمها صالح ابن شيخ قبيلة آل مهروس. يَرِد خبرٌ لصالحة أن ابن خالها قد غادر الصحراء إلى إمارة الكويت بعد الحيلولة بينه وبين زواجه منها، ليقيم في الإمارة التي تناصب قبيلته العداء متنكرًا باسمٍ جديدٍ وعازمًا على بدء حياة جديدة في الحاضرة الساحلية، يعمل في رعي الأغنام.
في ربيع 1901 يترك صالح آل مهروس زوجته وابنة عمه صالحة في الصحراء بصحبة ولدها الرضيع وناقتها «وضحى» ليلتحق بصفوف الهجانة ضمن رجال الكويت في غارتهم على إمارة حائل، ويمتطي جمله «ساري» إلى منطقة الصريف حيث النزاع والمعركة التي تتخاصم فيها قبيلة ابن العم وقبيلة ابن الخال.
تتوارد أخبار الهزيمة لصالحة آل مهروس، وأن زوجها مصاب يُحتضر في إمارة الكويت شرقاً، حيث يقيم ابن خالها، وتعتزم الصبية أن تتبع الشمس، وجهة الكويت، للارتحال إلى الإمارة وهي تمنّي نفسها بلقاء من تحب ولقاء مماثل لناقتها «وضحى» بجمل زوجها «ساري».
تطول رحلة الفتاة مع رضيعها، في الصحراء على ظهر الناقة، في ربيع ماطر تحجب غيومه الشمس كيلا تصل صالحة إلى وجهتها في الشرق. وبين نذير الشمس وبشارة المطر، تواصل الفتاة المضي نحو تحقيق حلمها.